# Georg von Békésy
Georg von Békésy (izvirno Békésy György), madžarski biofizik, nobelovec, * 3. junij 1899, Budimpešta, Madžarska, † 13. junij 1972, Honolulu, Havaji, Združene države Amerike.
Rodil se je v družini diplomata Alexandra von Békésyja, ki je opravljal funkcije v različnih evropskih državah, zato se je šolal v Budimpešti, Münchnu in Zürichu. Po švicarski maturi je študiral kemijo na Univerzi v Bernu. Doktoriral je iz fizike leta 1923 na Univerzi v Budimpešti in se zaposlil v laboratoriju madžarske pošte, kjer se je ukvarjal s problemi prenosa telefonskih signalov na dolge razdalje. Tu ga je pričelo zanimati tudi človeško uho kot eden od elementov na poti prenosa signala.
V namen preučevanja mehanike ušesa je razvil tehniko seciranja lobanje človeških trupel, pri kateri je ostal del polža nedotaknjen. Nato je s stroboskopsko fotografijo in srebrnimi delci pokazal, da se bazilarna membrana v polžu giblje kot površinski val, ko je uho stimulirano z zvokom. Zaradi strukture polža se zgodi, da zvok različnih frekvenc zaniha bazilarno membrano na različni oddaljenosti vzdolž polža. Postavil je hipotezo, da ta pojav omogoča ušesu razlikovati frekvence, če so čutilni receptorji na različnih mestih vzdolž polža povezani s slušnim centrom v možganih na prostorsko urejen način (tej lastnosti pravimo tonotopija).
V kasnejših letih je deloval kot profesor eksperimentalne fizike na Univerzi v Budimpešti, po drugi svetovni vojni pa je odšel na Švedsko, kjer je gostoval na Karolinskem inštitutu. Leto kasneje se je preselil v Združene države, kjer je dobil mesto na Univerzi Harvard. Ko mu je leta 1965 popolnoma pogorel laboratorij, je sprejel vodenje laboratorija za raziskave čutil v Honoluluju (Havaji). Postal je profesor na Univerzi Havajev v Honoluluju in tu deloval do konca svoje kariere. Umrl je leta 1972 v Honoluluju.
Za svoje odkritje fizikalne stimulacije znotraj polža je leta 1961 prejel Nobelovo nagrado za fiziologijo ali medicino, poleg nje pa tudi več drugih nagrad in priznanj.